# Alenia C-27J Spartan
Alenia C-27J Spartan je srednje veliko 30 tonsko dvomotorno turbopropelersko vojaško transportno letalo, s koristno nosilnostjo dobrih 11 ton. C-27J je zmogljivejša različica transportnika Alenia G.222. Letalo ima enake motorje kot Lockheed Martin C-130J Super Hercules, z njim si deli tudi nekatere druge sisteme. C-27J so naročile  Avstralija, Bolgarija, Čad, Grčija, Italija, Kenija, Litva, Maroko, Mehika, Peru, Romunija, Slovaška, Slovenija, Turkmenistan, Zambija in Združene države. C-27J ima 35 % večji dolet in 15 % večjo hitrost kot G.222. Leta 1995 je Alenia zaprosila Lockheed Martin za izboljšanje G.222 s tehnologijo Lockheedovega C-130J. Tako je letalo dobilo motorje, kokpit in propelerja od C-130J. Cena letenja z letalom C-27J je bila leta 2012 okvirno okoli 7500 USD na uro, v sloveniji so jo leta 2022 ocenili na 12200 EUR za 300h letno oz. 6700 EUR za 600h letno.
Slovenija je leta 2021 na sestanku obrambnega ministra Mateja Tonina in italijanskega ministra za obrambo Lorenza Guerinija v okviru letalskega sodelovanja sklenila pogodbo o nakupu enega primerka C-27J, ki je bil dobavljen konec leta 2023. Pred tem, septembra 2023, je minister za obrambo Marjan Šarec in njegov italijanski kolega Guido Crosetto podpisal sporazum o nakupu še enega taktičnega transportnega letala C-27J Spartan. Z nakupom drugega letala bo imela Slovenska vojska zagotovljeno stalno operativnost letalskega transporta pripadnikov Slovenske vojske, potrebe države ob naravnih in drugih nesrečah ter za pomoč pri gašenju požarov v naravi. Hkrati bosta letali razpoložljivi za druge državne organe Republike Slovenije in na voljo tudi za morebitne potrebe NATA in EU.

## Tehnične specifikacije (Leonardo C-27J Spartan)
- Posadka: 4 (Kapitan, kopilot, 2x loadmaster)
- Kapaciteta: 46 vojakov ali 34 opremljenih padalcev ali 36 nosil
- Tovor: 11 500 kg (25 353 lb)
- Dolžina: 22,7 m (74 ft 6 in)
- Slovenski letali C-27J SpartanRazpon kril: 28,7 m (94 ft 2 in)
- Višina: 9,64 m (31 ft 8 in)
- Površina krila: 82 m2 (880 sq ft)
- Prazna teža: 17 000 kg (37 479 lb)
- Maks. vzletna teža: 30 500 kg (67 241 lb)
- Motorji: 2 turbopropa Rolls-Royce AE2100-D2A, 3458 kW (4 637 KM) vsak
- Propelerji: 6-kraki Dowty Propeller 391/6-132-F/10, 4,15 m (13 ft 7 in) premer

- Maks. hitrost: 602 km/h (374 mph; 325 kn)
- Potovalna hitrost: 583 km/h (362 mph; 315 kn)
- Dolet: 1 852 km (1 151 mi; 1 000 nmi) z 10,000 kg (22,000 lb) tovorom

dolet z 6 000 kg tovorom: 4 260 km (2 650 mi; 2 300 nmi)
- Največji dolet: 5 926 km (3 682 mi; 3 200 nmi)
- Višina leta (servisna): 9 144 m (30 000 ft)C-27J Spartan Italian Air Force